# باول بروستر
باول بروستر (بالإنجليزية: Paul Brewster)‏ هو لاعب كرة القدم الغالية بريطاني، ولد في 20 أغسطس 1971 في Enniskillen ‏ في المملكة المتحدة.